# Gunica
Die Gunica [ɡuˈɲit͡sa] (deutsch Aalbach) ist ein linker Nebenfluss der Oder in der Woiwodschaft Westpommern in Polen.
Sie entspringt an der deutsch-polnischen Grenze nördlich von Stettin. Sie durchfließt Tanowo. Sie mündet in Jasienica (Jasenitz), einem Stadtteil von Police (Pölitz), in die Oder.
Der Kajaktouristenweg (20 km) auf der Gunica führt von Węgornik durch Tanowo, Tatynia und Wieńkowo nach Jasienica.